# René Constant Le Marant de Kerdaniel
René Constant Le Marant de Kerdaniel, né à Lorient le 10 août 1777, mort à Paris le 4 octobre 1862, est un amiral français.

## Biographie

### Famille
Il est issu d'une ancienne famille de la noblesse bretonne, sept générations à la réformation de 1671. Son père était dans l'administration de la Marine.

### Carrière
Il embarqua à treize ans, fin 1790, sur la gabare le Rhône, qui fit naufrage sur les rochers du Toulinguet ; l'équipage parvint à se sauver et fut secouru après avoir passé vingt-sept heures sur un îlot rocheux. Le jeune Le Marant passe ensuite sur la frégate la Réunion, et peu de temps après sur la gabare le Barbot (Vichot dit Barbeau flûte 1782) envoyée transporter des troupes à Saint-Domingue, et qui fit naufrage aux Antilles. Il revint à Lorient le 25 juin 1793 et reprit ses études. Il passa l'examen d'élève de 2e classe le 1er mai 1794 et embarqua sur le vaisseau la Montagne, portant le pavillon du vice-amiral Villaret de Joyeuse. Il participa au combat du 13 prairial an II et y gagna le grade d'élève de 1re classe. Il passa ensuite sur la frégate la Fraternité sous le contre-amiral Nielly.
En 1796 on lui confia le commandement du lougre la Surveillante, ancien corsaire anglais. Nommé enseigne de vaisseau le 7 juillet 1797, il passa sur la frégate la Sirène expédiée à Cayenne, au retour prend le vaisseau de la compagnie des Indes anglaise Calcutta. Le Marant, chargé de convoyer la prise, fut pris en chasse et capturé par les Anglais, à la suite de quoi il passe quatre mois en détention sur un ponton à Chatham avant d'être renvoyé en France sur parole. Il sera libéré de son serment par la paix d'Amiens en 1802.
Il reçoit alors le commandement de la corvette le Berceau partant pour la Martinique. En 1803, il est envoyé à l’île de France porter à l'amiral Linois la nouvelle de la reprise des hostilités. Il reste dans la mer des Indes jusqu'en août 1804 et rentre en France. Il apprend à son retour sa promotion à lieutenant de vaisseau le 26 octobre 1803.
À la fin de 1804, il embarque sur le vaisseau le Héros, sur lequel il participe à la bataille de Trafalgar.
Nommé capitaine de frégate en juillet 1808, il est aide-de-camp du ministre Decrès, puis en 1809 il commande la frégate l’Astrée qui se rend à l'île de France pour y rejoindre Hamelin. Il participe au combat de la baie de Grand-Port puis avec Decaen commandant l’Iphigénie, frégate prise aux Anglais, l’Astrée et le brick l’Entreprenant ainsi que la corvette Victor, il part croiser sous Bourbon. Le 20 septembre 1810 il rentre à l'île de France après avoir pris l’Africaine. L'île de France capitule le 29 novembre 1810, aux termes de la capitulation les soldats et marins français sont rapatriés sous pavillon parlementaire par les Anglais.
Le Marant a été nommé capitaine de vaisseau le 20 décembre 1810. Le 1er février 1813 il reçoit le commandement du vaisseau Marengo. À la première Restauration, le bâtiment est chargé de transporter aux Antilles les troupes qui vont reprendre possession de la Martinique et de la Guadeloupe. Il rentre à Brest le 1er mai 1815, et n'accepte aucune responsabilité pendant les Cent-Jours, ce qui n'empêche pas soit mis en disponibilité jusqu'en 1817.
Il reçoit alors le commandement du vaisseau Hector.
Il commande ensuite la frégate Cléopâtre, à la station des Antilles sous le contre-amiral Duperré.
En 1823 il commande la frégate la Guerrière et croise sur les côtes de l'Espagne (pendant l'invasion du pays par les Français afin d'y rétablir la monarchie absolue) ; le 9 août détaché avec la Galathée devant Algésiras, participe au combat et à la prise de la ville ; revient devant Cadix où il prend part aux combats ; à l'issue de la campagne il est nommé contre-amiral et baron pour sa conduite.
En 1826 il commande la station du Brésil et des mers du Sud sur la Surveillante ; il quitte Rio de Janeiro alors qu'arrive l'escadre dirigée par le contre-amiral Roussin pour exiger des réparations de la part du gouvernement brésilien pour la saisie de navires français lors du blocus de la Plata. Il reste dans les mers du Sud jusqu'en 1829.
Préfet maritime de Cherbourg en 1831 ; vice-amiral le 22 janvier 1836 ; membre puis vice-président du  Conseil d'amirauté en 1842 ; versé dans la réserve en 1845 (à l'âge légal), il meurt à Paris le 4 octobre 1862.
- Légion d'honneur (chevalier en 1810, officier le 5 juillet 1820, commandeur le 4 octobre 1823, grand officier le 30 octobre 1829).
- Chevalier de Saint-Louis 14 août 1814.